# 꼬마 양
《꼬마 양》(일본어: オチビサン)는 안노 모요코가 쓰고 그린 일본 만화 시리즈이다. 이 시리즈는 2007년 4월부터 2014년 3월까지 아사히 신문에 연재되었고, 아에라 매거진으로 옮겨 2014년 4월부터 2019년 12월까지 연재되었다. 낱권책으로 전 10권으로 나왔다. 스튜디오 카라가 제작한 애니메이션 TV 시리즈는 2023년 10월 8일부터 2024년 3월 31일까지 방영되었다. 대한민국에서는 대원방송 계열인 애니원에서 《꼬망이들》이라는 이름으로 바꿔 송출하고 있다.

## 등장인물
- 꼬망이(オチビサン)

성우: 하나와 미나미/김서현
- 골똘이(ナゼニ)

성우: 오카모토 노부히코/장태혁
- 빵빵이(パンくい)

성우: 이자와 시오리/미소(구 김다빈)
- 하양이(シロッポイ)

성우: 쿠노 미사키/임지연
- 할아버지(おじい)

성우: 챠후린/오건우
- 잭(ジャック)

성우: 고토 히로키/김병현
- 배미(ヘビくん)

성우: 에치고야 코스케/김태환